# Groene langstaartglansspreeuw
De groene langstaartglansspreeuw (Lamprotornis caudatus) is een vogelsoort uit de familie Sturnidae die voorkomt van Senegal tot Soedan.

## Kenmerken
De vogel is 40 tot 50 cm lang, inclusief de lange staart die wel 33 cm lang kan zijn. De vogel weegt 103 tot 133 gram. Het is een grote spreeuw met een opvallend lange, trapsgewijs toelopende staart. De kruin, zijkanten van de kop en de keel zijn donker blauwgroen met een bronskleurige glans. De rest van de vogel is ook glanzend blauwgroen, maar lichter. De poten en de snavel zijn zwart. Mannetje en vrouwtje zien er ongeveer hetzelfde uit, de mannetjes zijn duidelijk groter.

## Verspreiding en leefgebied
De vogel komt voor in een zone die samenvalt met de gordel van savannegebieden van Afrika boven de evenaar, van Senegal tot Soedan. De vogel komt ook voor in agrarisch gebied met bosjes of heuvelland met doornig struikgewas in de buurt van cultuurland.
De vogel wordt in Senegal en Gambia vaak gezien in gemengde groepen die op de grond foerageren, samen met de roodsnaveltok, hop en de Senegalese spoorkoekoek.

## Status
De grootte van de populatie is niet gekwantificeerd. De vogel is echter algemeen en men veronderstelt dat de soort in aantal stabiel is. Om deze redenen staat de groene langstaartglansspreeuw als niet bedreigd op de Rode Lijst van de IUCN.

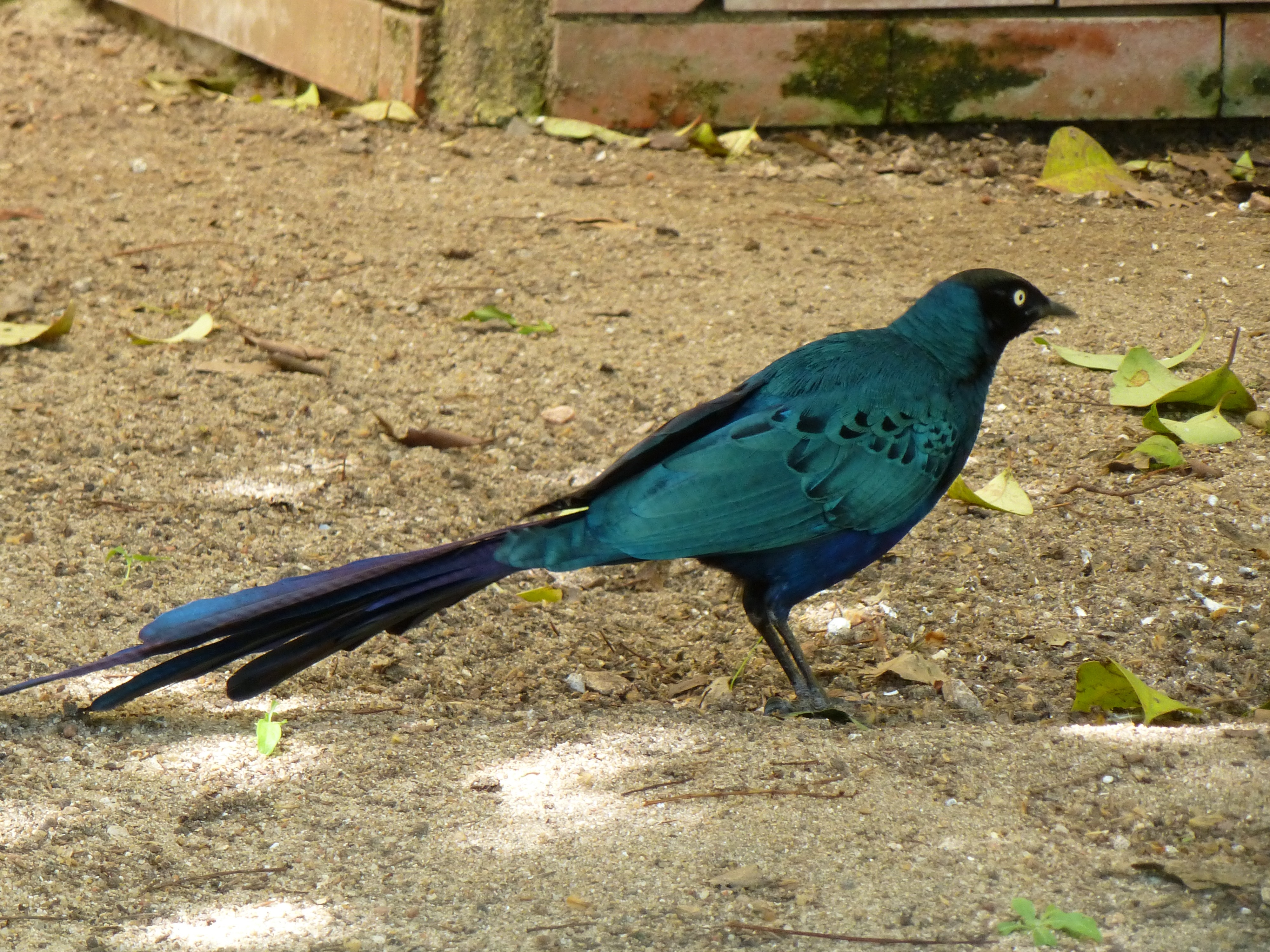
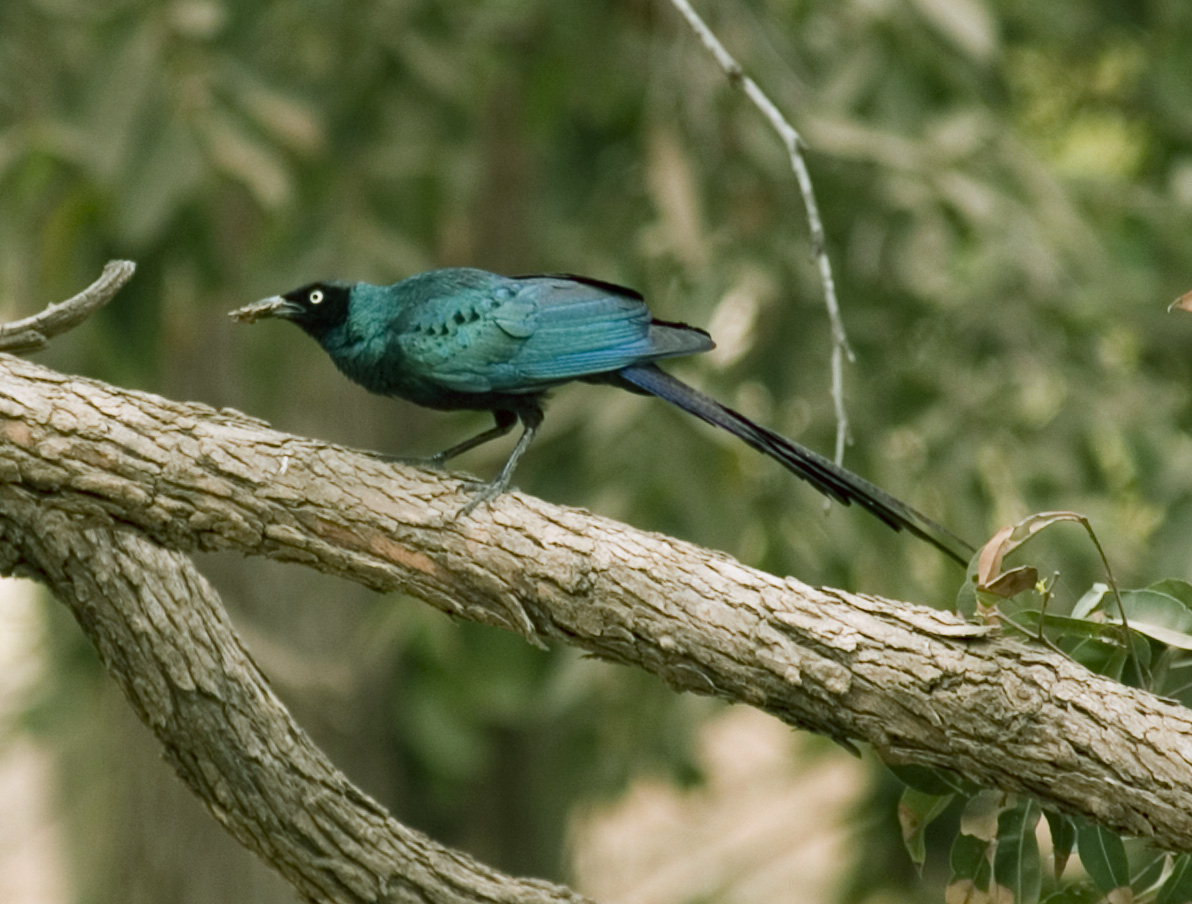